# 페트로베츠시

페트로베츠 시의 위치

페트로베츠시(마케도니아어: Општина Петровец)는 마케도니아 공화국 북부에 위치한 지방 자치체로 행정 중심지는 페트로베츠이며 면적은 201.93km2, 인구는 8,255명(2002년 기준)이다. 서쪽으로는 스투데니차니 시와 젤레니코보 시, 북쪽으로는 일린덴 시와 쿠마노보 시, 동쪽으로는 스베티니콜레 시, 남쪽으로는 벨레스 시와 접한다.